# World Future Council
El World Future Council (WFC) —Consell per al Futur Mundial— és una fundació alemanya sense ànim de lucre, fundada a formalment a Hamburg el 10 de maig de 2007. Definida a si mateixa com «la veu de les futures generacions», hi formen part com a membres actius persones d'organismes governamentals, de la societat civil, negocis, ciències i arts, amb l'objectiu de preservar i sensibilitzar sobre els drets de les generacions futures i promoure una política de sostenibilitat i justícia. El focus principal del WFC és la seguretat climàtica, promovent lleis com la tarifa balanç net zero per a l'autoconsum energètic per a energies renovables. Té estatus consultiu especial dins el Consell Econòmic i Social de l'ONU.

## Història i objectius
El World Future Council va ser fundat per l'escriptor i activista suec Jakob von Uexkull, com a reacció a les tendències polítiques mundials sovint dominades per l'interès econòmic. La idea d'un consell global es va emetre per primer cop a la ràdio alemanya el 1998 i a continuació represa per la televisió, que va expressar el seu interès en difondre les sessions d'aquest consell. L'octubre de 2004 la idea va començar a ser oficialment impulsada a Londres, amb el finançament de donants privats d'Alemanya, Suïssa, Estats Units, i el Regne Unit. L'any 2006, la seu social es va establir a Hamburg, on el WFC va ser registrat com a fundació benèfica, amb filials a Londres, Brussel·les, Delhi i Washington DC. El consell com a tal va fer la primera sessió formal el maig de 2007.
La convocatòria d'acció d'Hamburg del 9 al 13 de maig de 2007 va ser aprovada per unanimitat per tots els presents a la cerimònia fundadora. Aquesta exigeix la preservació del medi ambient i la salut de les comunitats, la promoció de sistemes i institucions basades en l'equitat i la justícia, la salvaguarda dels drets tribals indígenes tradicionals, la protecció de les generacions presents i futures contra crims de guerra i crims contra la humanitat, la producció sostenible, el comerç, el sistema financer i monetari, el ressorgiment de les democràcies i economies locals i la prohibició universal de les armes nuclears i d'urani empobrit, i les mines terrestres. El seu objectiu és generar suport governamental per a les tecnologies d'energies renovables, la protecció dels boscos i els oceans, assegurar aliments saludables i subministrament d'aigua potable, seguretat ambiental, assistència sanitària, educació i refugi, i un reforç de les Nacions Unides. Treballa en estreta col·laboració amb les xarxes internacionals, al voltant de 25.000 d'entre elles de tipus parlamentari i unes 8000 integrades per organitzacions de la societat civil, amb la finalitat primordial d'identificar i difondre solucions a llarg termini per a les diferents problemàtiques mundials que es plantegin. El canvi climàtic és una de les temàtiques fonamentals: la missió en aquest sentit és la de definir clarament les opcions d'estabilització del clima com una necessitat fonamental, destacant la responsabilitat humana pel que fa a l'estructuració d'un món més just, pacífic i durable, per a les futures generacions.